# Víctor Álvarez
Víctor Álvarez, né le 14 mars 1993 à Barcelone, est un footballeur espagnol qui évolue au poste d'arrière gauche.

## Carrière
En mai 2013, il est opéré du cœur à cause d'un problème cardiaque à la valve aortique diagnostiqué et contrôlé depuis juillet 2012.
Le 20 juillet 2017, laissé libre par l'Espanyol, Álvarez quitte la Catalogne et rejoint l'Arsenal Toula.

## Palmarès

### En équipe nationale
- Équipe d'Espagne des moins de 17 ans
  - Finaliste du Championnat d'Europe des moins de 17 ans en 2012